# Andrew Burt
Pour les articles homonymes, voir Burt.
Andrew Burt est un acteur britannique né le 23 mai 1945 à Wakefield (Royaume-Uni) et  mort le 16 novembre 2018.

## Filmographie
- 1972 : Emmerdale Farm (série TV) : Jack Sugden #1 (1972-1976)
- 1973 : Warship (série TV) : Lt. Paul Peek (1976-77) Series 3-4
- 1977 : La Panthère noire (The Black Panther) : le frère de Lesley
- 1978 : The Voyage of Charles Darwin (série TV) : Capt. Fitzroy
- 1979 : The Legend of King Arthur (TV)
- 1982 : Gulliver in Lilliput (TV) : Gulliver
- 1983 : The Two Gentlemen of Verona (TV) : Third Outlaw
- 1983 : Doctor Who (série télévisée) « Terminus » : Valgard
- 1984 : Oedipus at Colonus (TV) : Chorus
- 1984 : Swallows and Amazons Forever!: Coot Club (TV) : Mr. Farland
- 1984 : Swallows and Amazons Forever!: The Big Six (TV) : Mr. Farland
- 1987 : Le Train de 16 h 50 (TV) : Le docteur Quimper
- 1991 : Hercule Poirot (série TV, saison 3, épisode 9: Le Bal de la victoire) : James Ackerley
- 1995 : Not Like Us : Henry
- 1998 : Supply & Demand (feuilleton TV) : Det. Supt. John Arliss
- 1998 : Dans le rouge (In the Red) (TV) : Chief Commissioner
- 2001 : People's Britain (TV)
- 2003 : Flics toujours (New Tricks) (TV) : Drunk Ex-Detective
- 2003 : Trial & Retribution VII (TV) : A P Donald
- 2004 : État d'alerte ("The Grid") (feuilleton TV) : Martin Simmons